# 比利时足球丙级联赛
比利时足球丙级联赛(Dutch: Derde klasse, French: Division III)，为比利时足球联赛系统的第3级别。丙级联赛分为2个子联赛，每个子联赛各18支球队。该赛事始于1926年。第3个升级名额通过附加赛来决定。丙级联赛的总冠军，由两个子联赛的冠军通过两回合主客场比赛来决定。